# Johann Jakob Dargler
Johann Jakob Dargler (auch: Darchler) (* 11. November 1758 in Schwabach; † 15. November 1829), war ein fränkischer Gutsbesitzer und Abgeordneter.

## Werdegang
Dargler war Besitzer des ehemaligen Klosters Marienburg in Abenberg. Am 4. Februar 1822 rückte er für den entlassenen Georg Leonhard Reuthner als Abgeordneter der Klasse V in die Kammer der Abgeordneten des Bayerischen Landtags nach.